# Arroyohondo
Arroyohondo là một khu tự quản thuộc tỉnh Bolívar, Colombia. Thủ phủ của khu tự quản Arroyohondo đóng tại Arroyohondo Khu tự quản Arroyohondo có diện tích  ki lô mét vuông. Đến thời điểm ngày 28 tháng 5 năm 2005, khu tự quản Arroyohondo có dân số  người.